# 글쓰기의 공중부양
《글쓰기의 공중부양》은 작가 이외수가 자신의 언어유희 기법을 설명한 책이다. 이 책을 출판하고 나서 이외수는 30년간 문학의 산실이었던 춘천시를 떠나 화천군 상서면 다목리 감성마을로 칩거했다.
이외수는 기법을 설명하여 여러 가지 신컬러 예문을 삽입하였고, 보는 중간중간 웃음이 나오는 대목이 있다. 

## 같이 보기
- 이외수
- 훈장 (소설)
- 꿈꾸는 식물
- 하악하악
- 칼 (소설)
- 장외인간
- 벽오금학도
- 청춘불패
- 바보바보